# 월드 인터유니버시티 게임
월드 인터유니버시티 게임(World Interuniversity Games)은 국제 인터유니버시티 스포츠 연맹이 주관하여 매년 개최하는 대학교 종합 스포츠 경기 대회이다.

## 역대 대회
| 대회   | 개최 도시  | 개최국     | 개최 기간             | 참가 학교 | 참가 선수 |
| ------ | ---------- | ---------- | --------------------- | --------- | --------- |
| 1999년 | 안트베르펜 | 벨기에     |                       |           |           |
| 2000년 | 파리       | 프랑스     |                       |           |           |
| 2001년 | 암스테르담 | 네덜란드   |                       |           |           |
| 2002년 | 바르셀로나 | 스페인     |                       |           |           |
| 2003년 | 로마       | 이탈리아   |                       |           |           |
| 2004년 | 피렌체     | 이탈리아   |                       |           |           |
| 2005년 | 로테르담   | 네덜란드   | 10월 10일 ~ 10월 14일 |           |           |
| 2006년 | 더블린     | 아일랜드   | 10월 9일 ~ 10월 13일  |           |           |
| 2007년 | 빈         | 오스트리아 | 10월 1일 ~ 10월 5일   |           |           |
| 2008년 | 부다페스트 | 헝가리     | 10월 6일 ~ 10월 10일  |           |           |
| 2009년 | 밀라노     | 이탈리아   | 10월 12일 ~ 10월 16일 |           |           |
| 2010년 | 발렌시아   | 스페인     | 10월 4일 ~ 10월 8일   |           |           |
| 2011년 | 암스테르담 | 네덜란드   | 10월 10일 ~ 10월 14일 |           |           |
| 2012년 | 베오그라드 | 세르비아   |                       |           |           |
| 2013년 | 앤트워프   | 벨기에     |                       |           |           |